# Molignée
La Molignée est une petite rivière de Belgique, affluent de la Meuse en rive gauche coulant en province de Namur. 

## Géographie
La Molignée est formée par la confluence à Ermeton-sur-Biert du ruisseau de Biesmerée et du ruisseau de Behoûde.
La rivière, accessible à pied et aux véhicules non motorisés par le RAVeL de la ligne 150, a donné son nom à une charmante vallée boisée qui compte de nombreuses curiosités liées au riche patrimoine de la région et autres attractions touristiques comme le château de Montaigle se dressant au-dessus du hameau de Marteau, le château-ferme de Falaën, les abbayes de Maredsous et de Maredret, l'ancien château d'Ermeton-sur-Biert reconverti en couvent, la villa des Lapins ou encore les draisines de la Molignée à Falaën.

## Débit
Le débit moyen de la rivière mesuré à Anhée (bassin versant de 137 km2) entre 1992 et 2001 est de 1,6 m3/s. Durant la même période on a enregistré :
- un débit annuel moyen maximal de 2,4 m3/s en 2001, débit annuel le plus élevé durant cette période ;
- un débit annuel moyen minimal de 1,0 m3/s en 1997.

## Affluent
- Flavion.

## Curiosités
- La rivière a donné son nom à un fromage, le Molignard (de la ferme fromagère de Chertin à Falaën), et à un apéritif artisanal, la Molignette ;

- Les draisines de la Molignée[3].

## Voir aussi

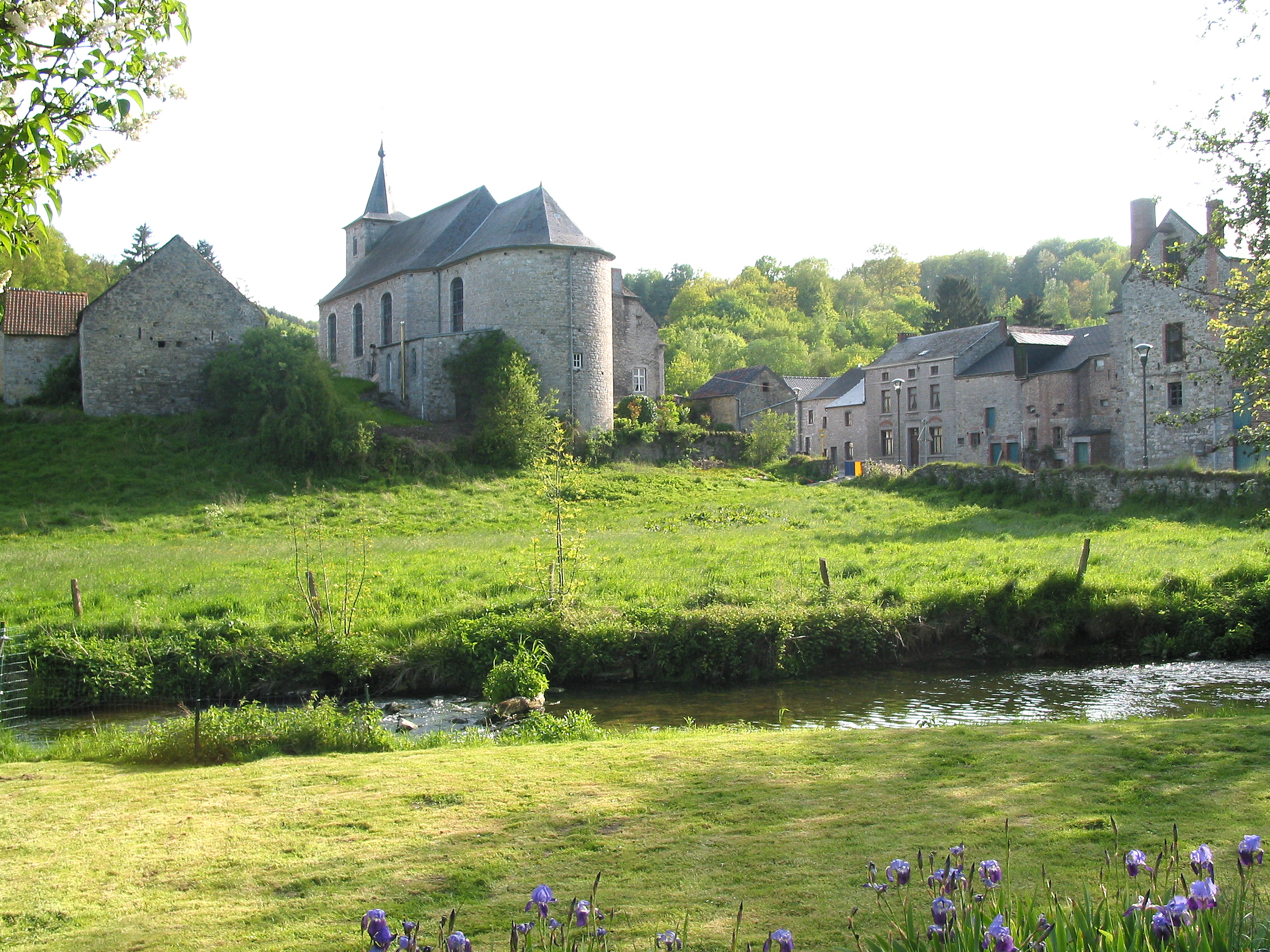
La Molignée à Sosoye.